# 中东铁路管理局旧址
中东铁路管理局旧址位于黑龙江省哈尔滨市南岗区西大直街51号，原为中东铁路的总部。2006年被列为第六批全国重点文物保护单位。。
中东铁路由俄国控制，不仅是铁路管理部门，还管理沿线的行政、土地、法律、商务、卫生、电报、民事、军事等等。1934年苏联将中东铁路卖给日本。1945年改为中长铁路，仍由中苏两国共同管理。1952年12月31日，苏联将其无偿移交中国，现为哈尔滨铁路局机关。
中东铁路管理局是20世纪初哈尔滨规模最大的一栋建筑，始建于1902年，1904年2月建成。最初的砖木建筑在1905年冬烧毁四分之三，1906年重建为钢筋混凝土结构。总设计师为沃勃罗米耶夫斯基，在圣彼得堡举行的设计竞赛中获奖。建筑包括6座相对独立的大楼，组成俄文“Ж”字，即“铁路”一词的首字母。门前有宽敞的广场绿地。外立面长达182.24米，全部使用暗绿色花岗岩贴面。俗称“大石头房子”。建筑总占地面积2.33万平方米。其建筑属于当时流行的新艺术运动建筑风格，线条优美，装饰精美。2005年1月31日被公布为黑龙江省文物保护单位。2006年被列为第六批全国重点文物保护单位。